# Rients Ritskes
Rients Ritskes (1957) is meditatieleraar, oprichter van Zen.nl, en schrijver.
Rients Ritskes verhuisde na het behalen van zijn diploma aan de Hanzehogeschool Groningen op zijn 21e naar Utrecht waar hij, naast zijn werk als studieadviseur aan de medische faculteit, een paar maanden filosofie studeert. In 1987 bracht hij een paar maanden door in de Tenryuji-tempel in Japan, waar hij wordt aangesproken als Ran zen, 'Nederlander', om vervolgens in 1988 Zentrum te starten in een werfkelder in Utrecht, waar hij in 1990 zijn fulltime broodwinning van maakte. In 1995 verhuist hij naar Denemarken, en doet Zentrum over aan Willem Scheepers, die later overstapt naar Nico Tydeman. In 2005 verhuist Ritskes terug naar Nederland, en richt in 2006 Zen.nl op, om opnieuw te starten als meditatieleraar. Zen.nl groeit in de jaren daarna tot een keten van franchisehouders, met een eigen Jukai-ceremonie om Zen.nl Boeddhist te worden, en een lerarenopleiding om Zen.nl-meester te worden, waarin zijn eigen publicaties centraal staan.
Rients trainde wereldkampioen darts Raymond van Barneveld in het seizoen 2006/2007, toen Van Barneveld in de finale van het wereldkampioenschap van Phil Taylor won. Behalve Van Barneveld leerden ook onder meer Dick Bruna en Herman Wijffels mediteren van Ritskes.
In 2013 werd hij bekritiseerd door de Japanse Zen-leraar Sokun Tsushimoto roshi, omdat hij onterecht de titel "roshi" gebruikte, zonder de daarvoor noodzakelijke training te hebben gevolgd of transmissie te hebben ontvangen. In reactie hierop werd hem de toegang geweigerd tot de Tenryuji-tempel waar hij enkele malen korte tijd verbleef, maar niet is geinitieerd als monnik of priester. Hetzelfde jaar werd Zen.nl opgenomen in het CRKBO register (Centraal Register Kort Beroeps Onderwijs) als accreditatie voor de "zencoach- en zenlerarenopleiding," en verbrak Ritskes naar eigen zeggen "zijn relatie met zijn Japanse leraren om als zelfstandige Nederlandse Rinzai Zenschool verder te gaan."

## Websites
- www.rientsritskes.nl

- Gemeinsame Normdatei: 123352762
- International Standard Name Identifier: 0000 0004 0033 9004
- Nationale Bibliotheek van Tsjechië: xx0008793
- Nederlandse Thesaurus van Auteursnamen: 075154455
- Virtual International Authority File: 202582393